# Cheluvett Park
Cheluvett Park är en park i Storbritannien.   Den ligger i grevskapet Worcestershire och riksdelen England, i den södra delen av landet, 160 km nordväst om huvudstaden London. Cheluvett Park ligger 18 meter över havet.
Terrängen runt Cheluvett Park är huvudsakligen platt. Cheluvett Park ligger nere i en dal.Runt Cheluvett Park är det ganska tätbefolkat, med 179 invånare per kvadratkilometer. Närmaste större samhälle är Worcester, 2,1 km söder om Cheluvett Park. Trakten runt Cheluvett Park består till största delen av jordbruksmark.